# Deropeltis melanophila
Deropeltis melanophila es una especie de cucaracha del género Deropeltis, familia Blattidae.

## Distribución
Esta especie se encuentra en Mozambique, Zimbabue, Zambia y Tanzania.